# Ubuntu Cola

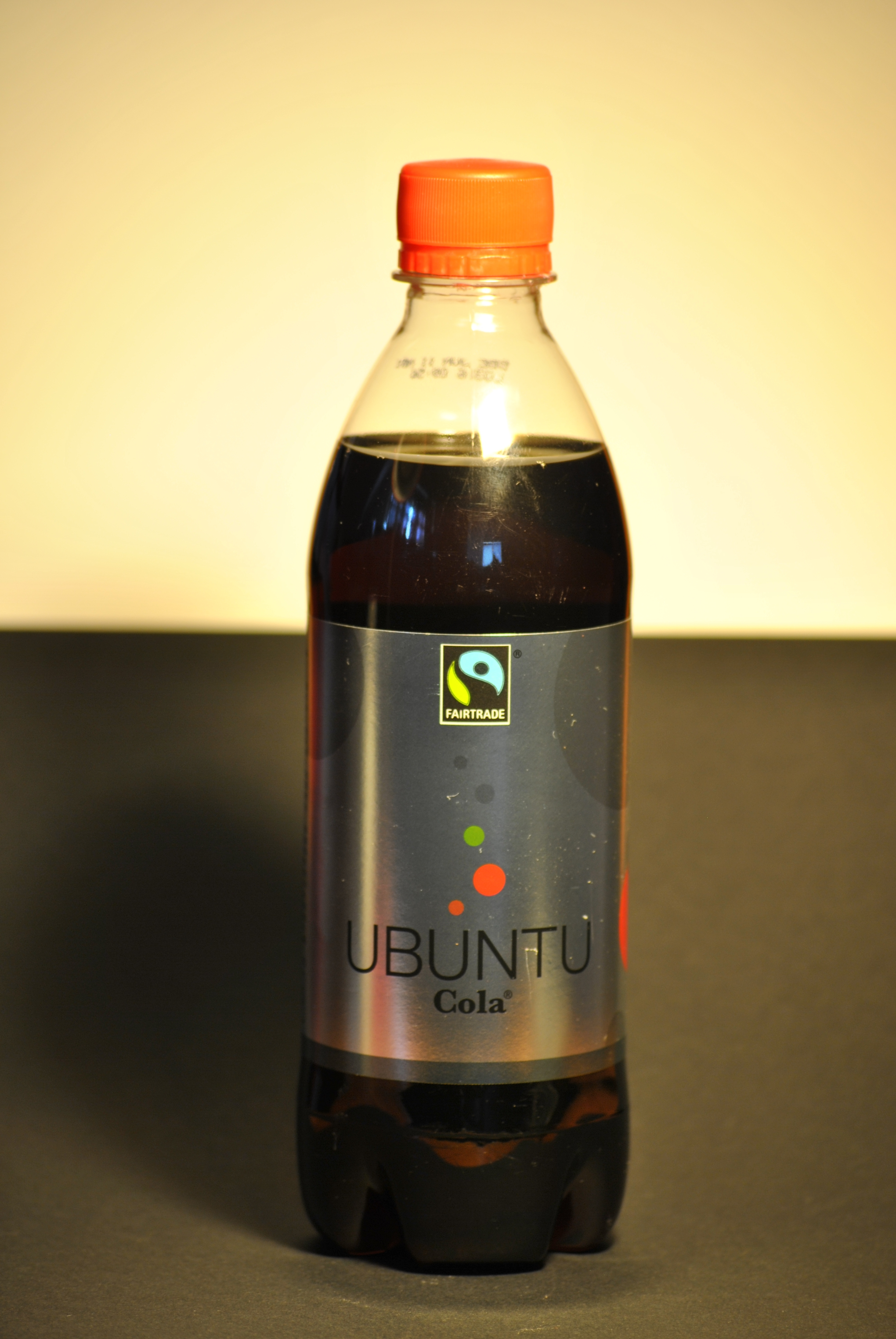
Ubuntu cola

Ubuntu Cola – gazowany napój bezalkoholowy zawierający kofeinę. Pierwsza Cola z Wielkiej Brytanii posiadająca certyfikat Fairtrade. Zawartość produktów Fairtrade w napoju wynosi 96% (wyłączając wodę).
Producentem jest Ubuntu Trading Company Ltd., z siedzibą w Londynie. Certyfikat Fairtrade, którym opatrzony jest ten produkt, jest gwarancją przestrzegania podczas jego produkcji zasad Sprawiedliwego Handlu, czyli między innymi: partnerskich stosunków handlowych, wyeliminowania pracy dzieci i pracy niewolniczej, wspierania zrównoważonej produkcji. Cola Ubuntu zawiera cukier trzcinowy Fairtrade produkowany w Malawi w spółdzielni Kasinthula oraz w Zambii w spółdzielni Kaleya, którego produkcja pomaga lokalnym rolnikom w rozwoju ich działalności, zapewnia stabilną pracę i możliwość utrzymania rodzin z pracy ich własnych rąk.
Dodatkowo 15% dochodu ze sprzedaży swoich produktów producent przeznacza na dofinansowanie programów rozwojowych w Afryce, skierowanych m.in. do lokalnych społeczności oraz producentów cukru.
Jest sprzedawana w puszkach (0,33 l) oraz w butelkach plastikowych (0,5 l) i szklanych (0,275 l). Dostępna w Wielkiej Brytanii, Francji i Szwecji oraz przez Internet. 

## Nazwa
Nazwa napoju nawiązuje do filozofii Ubuntu. Wyrażenie ubuntu w afrykańskich językach z grupy banthu oznacza poczucie jedności i wspólnoty.
Ubuntu Cola nie jest w żaden sposób związana z dystrybucją systemu operacyjnego GNU/Linux – Ubuntu.